# Daesiidae
Los daésidos (Daesiidae) son una familia de arácnidos solífugos distribuidos por África y el Oriente Medio. Miembros de la familia están presentes en la India, Italia, Sudamérica, los Balcanes, y la especie Gluvia dorsalis en la península ibérica.

## Taxonomía
Se conocen unos 30 géneros:
Blossiinae
- Blossia
- Blossiana

Daesiinae
- Biton
- Bitonissus
- Bitonota
- Bitonupa
- Daesiola

Gluviinae
- Eberlanzia
- Gluvia
- Gluviola
- Haarlovina
- Mumaella

Gluviopsinae
- Gluviopsida
- Gluviopsilla
- Gluviopsis
- Gluviopsona

Gnosippinae
- Gnosippus
- Hemiblossia
- Hemiblossiola
- Tarabulida

Triditarsinae
- Hodeidania
- Triditarsula
- Triditarsus

Incertae sedis
- Ammotrechelis
- Ceratobiton
- Gluviella
- Namibesia
- Palaeoblossia
- Syndaesia
- Valdesia